# Уманиязов, Мирас Нуржанович
Мирас Нуржанович Уманиязов (каз. Мирас Нұржанұлы Ұманиязов; род. 8 сентября 2006) — казахстанский футболист, полузащитник клуба «Актобе».

## Клубная карьера
Воспитанник актюбинского футбола. Футбольную карьеру начал в 2024 году в составе клуба «Актобе». 1 марта 2024 года в матче против клуба «Кайсар» дебютировал в чемпионате Казахстана, выйдя на замену на 91-й минуте вместо Рамазана Оразова.

## Карьера в сборной
4 июня 2024 года дебютировал за сборную Казахстана до 19 лет в матче против сборной Азербайджана до 19 лет (0:2).

## Достижения
«Актобе»
- Бронзовый призёр Чемпионата Казахстана: 2024
- Обладатель кубка Казахстана: 2024

## Клубная статистика
| Клуб             | Сезон            | Лига | Лига | Кубки | Кубки | Еврокубки | Еврокубки | Итого | Итого |
| Клуб             | Сезон            | Игры | Голы | Игры  | Голы  | Игры      | Голы      | Игры  | Голы  |
| ---------------- | ---------------- | ---- | ---- | ----- | ----- | --------- | --------- | ----- | ----- |
| Актобе           | 2024             | 2    | 0    | 1     | 0     | 1         | 0         | 4     | 0     |
| Актобе           | 2025             | 0    | 0    | —     | —     | —         | —         | 0     | 0     |
| Актобе           | Итого            | 2    | 0    | 1     | 0     | 1         | 0         | 4     | 0     |
| → Актобе М       | 2024             | 15   | 2    | —     | —     | —         | —         | 15    | 2     |
| → Актобе М       | 2025             | 5    | 0    | —     | —     | —         | —         | 5     | 0     |
| → Актобе М       | Итого            | 20   | 2    | —     | —     | —         | —         | 20    | 2     |
| Всего за карьеру | Всего за карьеру | 22   | 2    | 1     | 0     | 1         | 0         | 24    | 2     |